# Brandlín (Tučapy)
Brandlín (německy Brandlin) je malá vesnice, část obce Tučapy v okrese Tábor v Jihočeském kraji. Nachází se asi dva kilometry severozápadně od Tučap. Je zde evidováno 49 adres. V roce 2011 zde trvale žilo 67 obyvatel.
Brandlín leží v katastrálním území Brandlín u Tučap o rozloze 5,49 km².

## Historie
První písemná zmínka o vesnici pochází z roku 1364. Zde stával samostatný deskový statek s tvrzí. Ta nejspíše stávala na místě nynějšího zámku. Ves patřila Ješkovi z Brandlína. Zemřel v roce 1381. Potom patřilo panství Olbramům ze Štěkře. Ti postavili v Brandlíně novou tvrz. Poslední z rodu Olbramů prodal dvůr a ves Jindřichu Hozlauerovi z Hozlau, který zemřel roku 1623 při obléhání Tábora. Jeho majetek byl již po bitvě na Bílé hoře zkonfiskován a roku 1623 jej koupil Jan Černín z Chudenic. Od roku 1650 se majitelé panství často střídali. V osmnáctém století tvrz patřila ke Klášteru Zlatá Koruna. Dalším majitelem byl Krištof André a po něm Jan Nádherný.

## Obyvatelstvo
| Rok            | 1869 | 1880 | 1890 | 1900 | 1910 | 1921 | 1930 | 1950 | 1961 | 1970 | 1980 | 1991 | 2001 | 2011 | 2021 |
| -------------- | ---- | ---- | ---- | ---- | ---- | ---- | ---- | ---- | ---- | ---- | ---- | ---- | ---- | ---- | ---- |
| Počet obyvatel | 325  | 349  | 294  | 249  | 240  | 279  | 244  | 145  | 155  | 128  | 96   | 71   | 73   | 67   | 66   |
| Počet domů     | 40   | 39   | 40   | 40   | 43   | 38   | 40   | 43   | 40   | 38   | 31   | 46   | 45   | 45   | 47   |

## Obecní správa
Při sčítání lidu v letech 1850–1962 Brandlín byl samostatnou obcí, se kterým patřil nejprve do okresu Tábor, ale v roce 1950 v okrese Soběslav. Od roku 1963 je částí obce Tučapy v okrese Tábor.

## Pamětihodnosti
- Renesanční zámek Brandlín, původně tvrz[11], stavení čp. 1, ve kterém lze navštívit rytířský sál, sbírku zámeckých hodin a nejstarší část objektu – věž[12]
- Křížek naproti zámku[13]

## Rodáci
- Jan Fähnrich (1872–1932) – katolický kněz

## Galerie

Brandlín
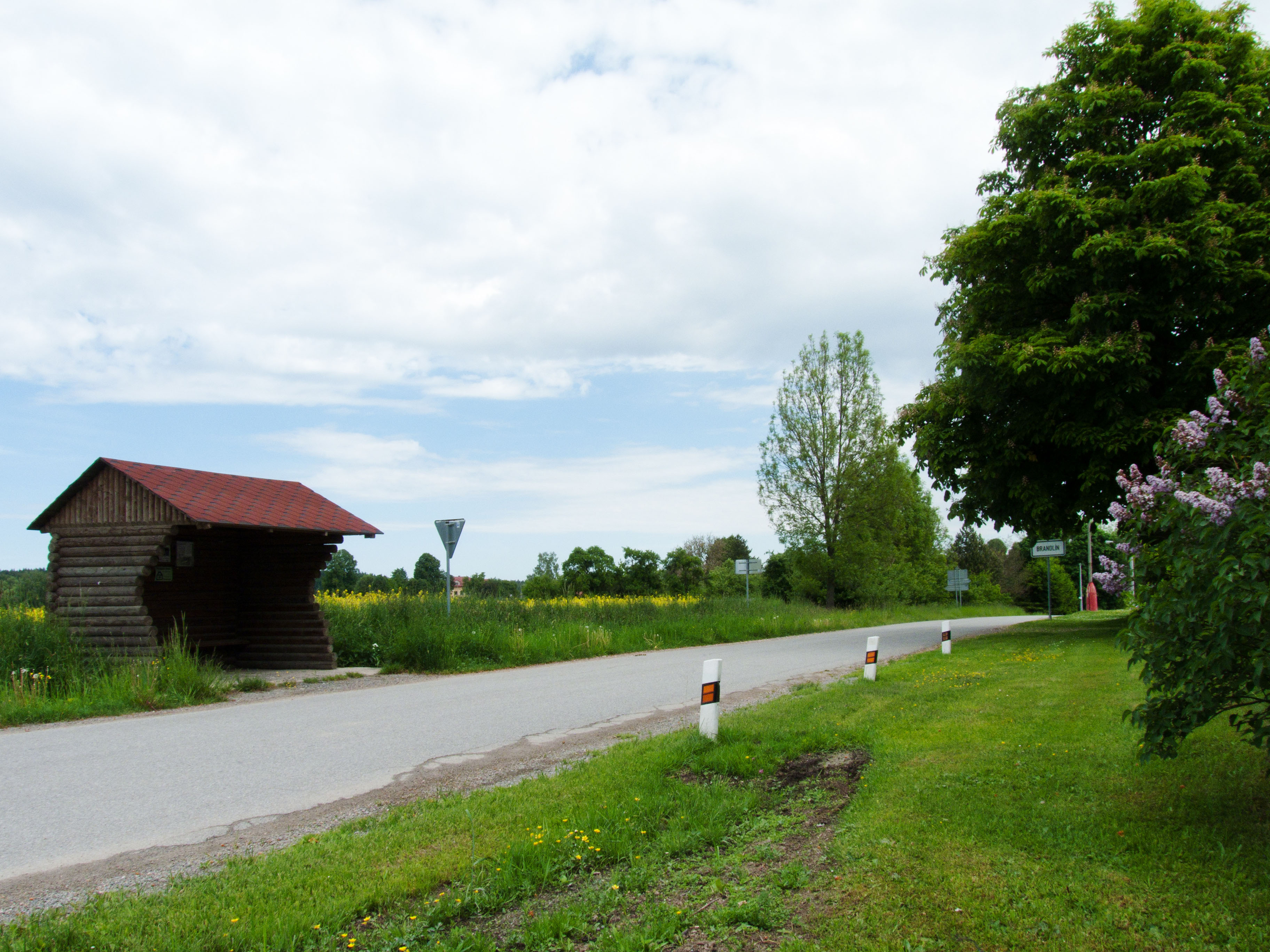
Pohled na jihozápad vesnice
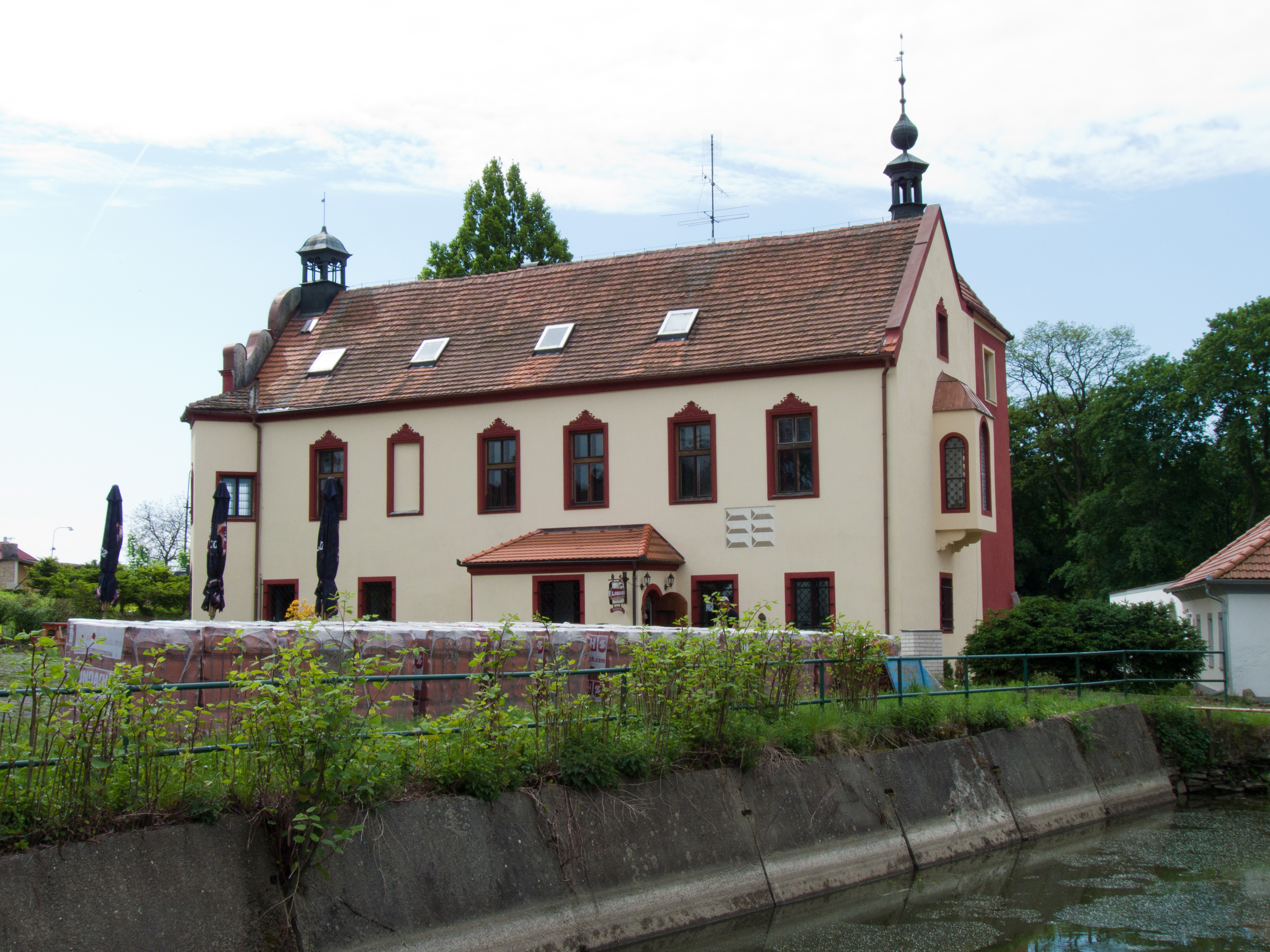
Zámek
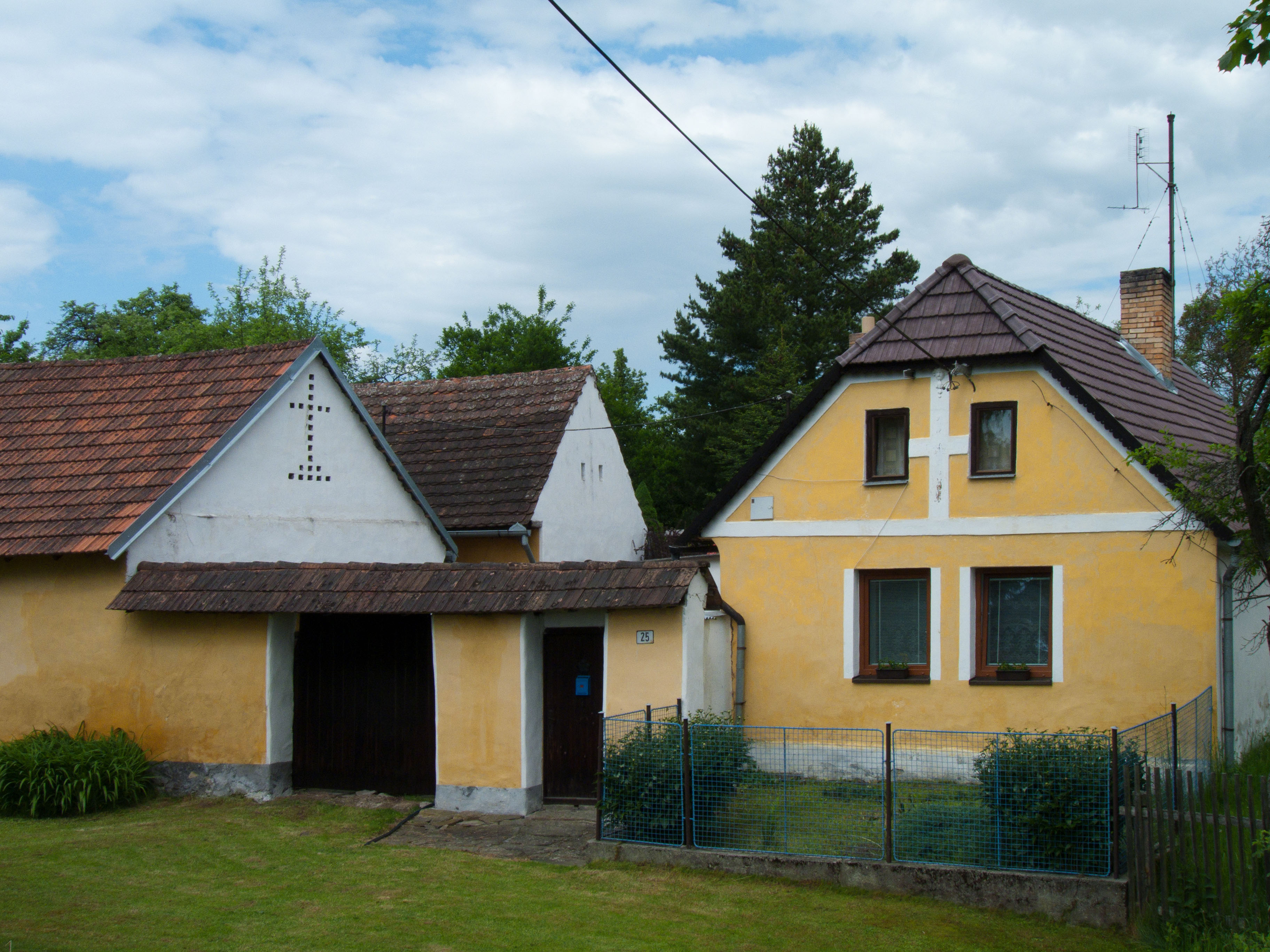
Stavení čp. 25
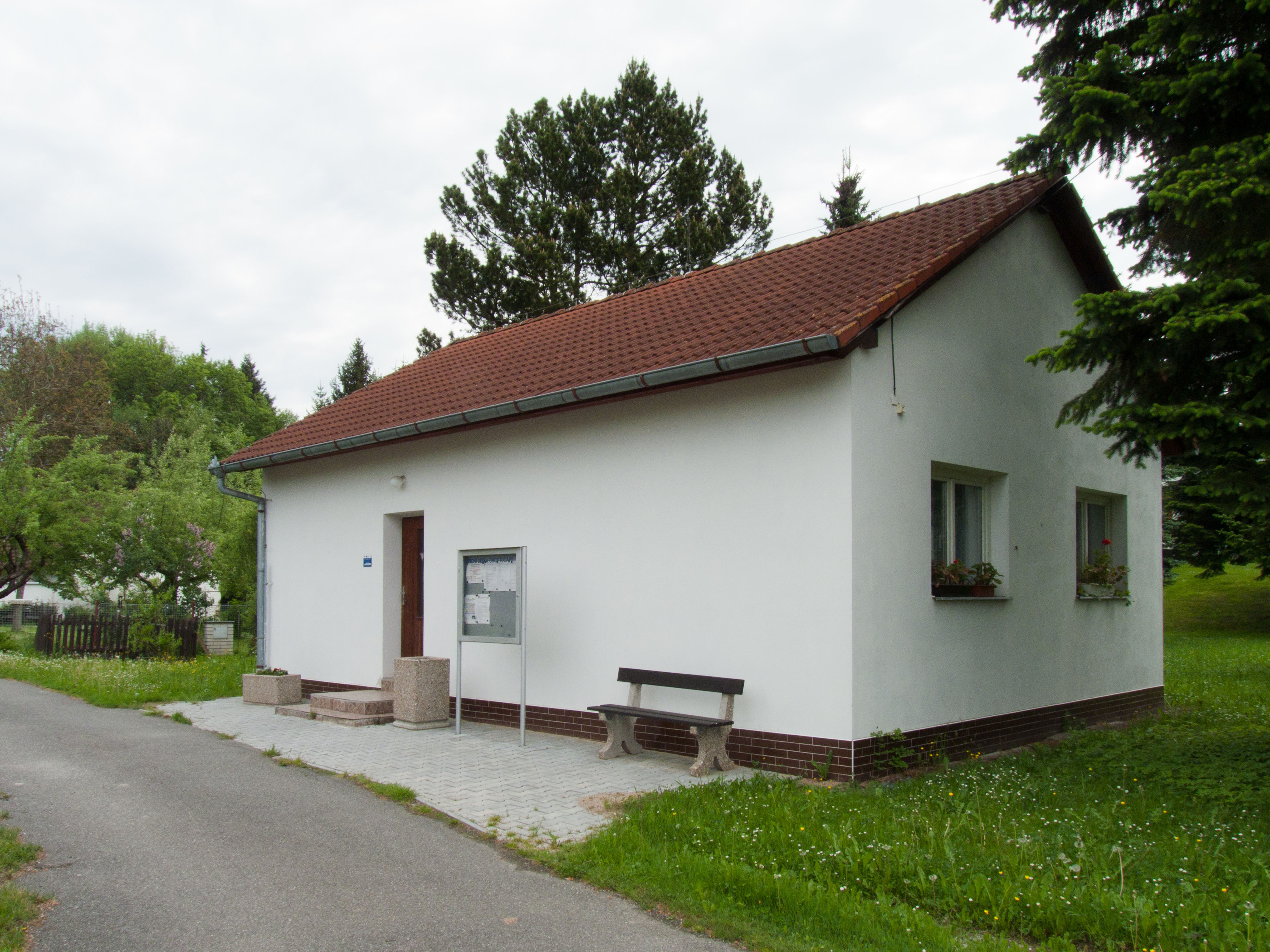
Knihovna
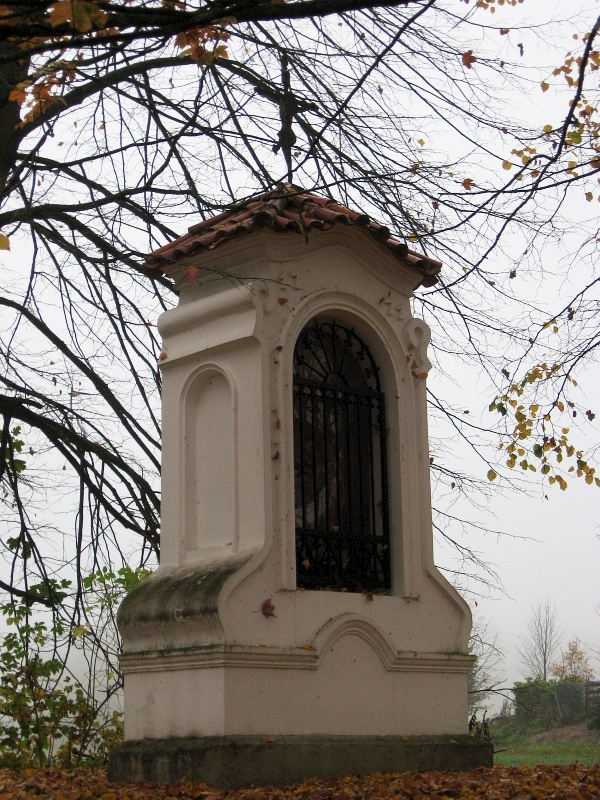
Výklenková kaplička
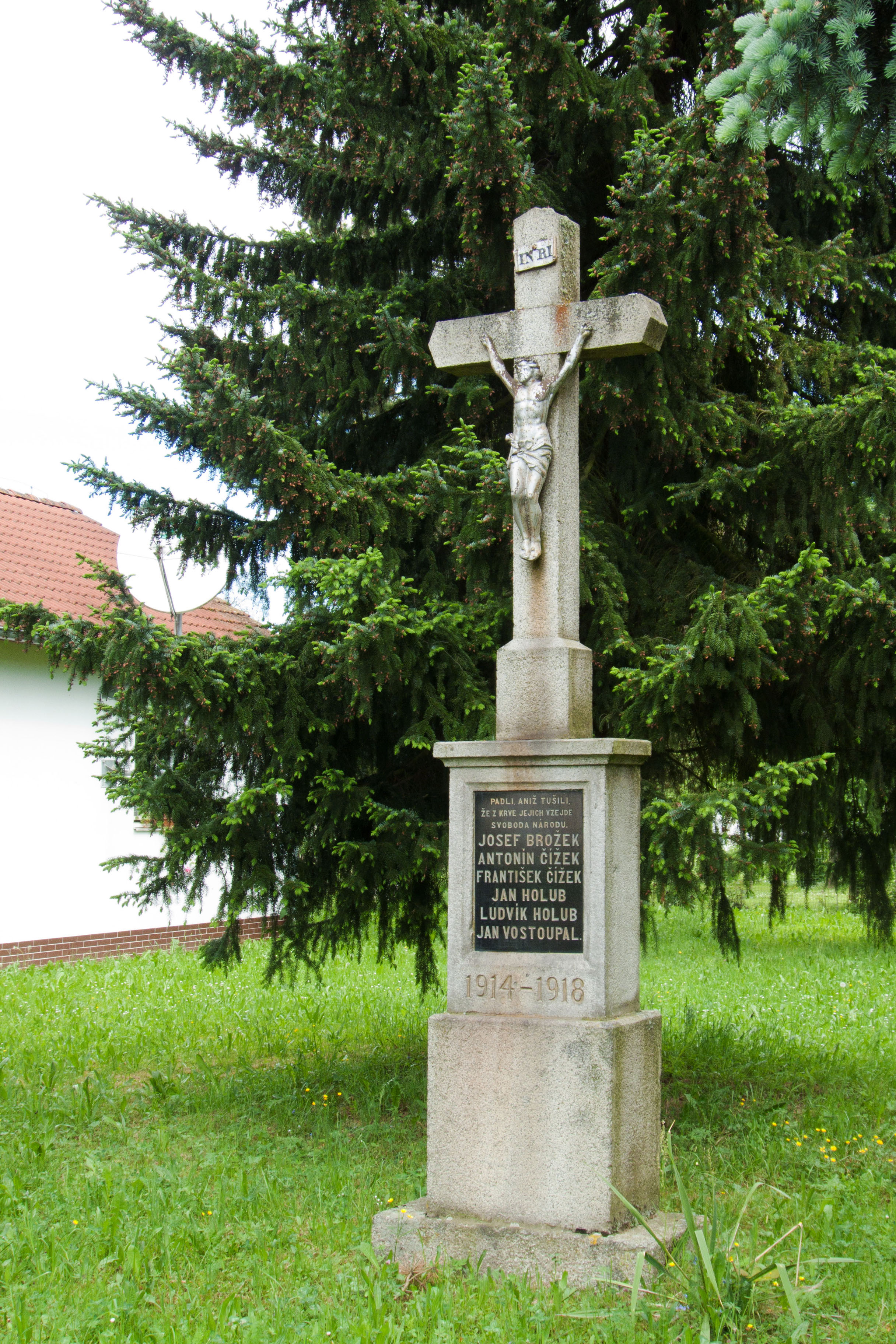
Křížek
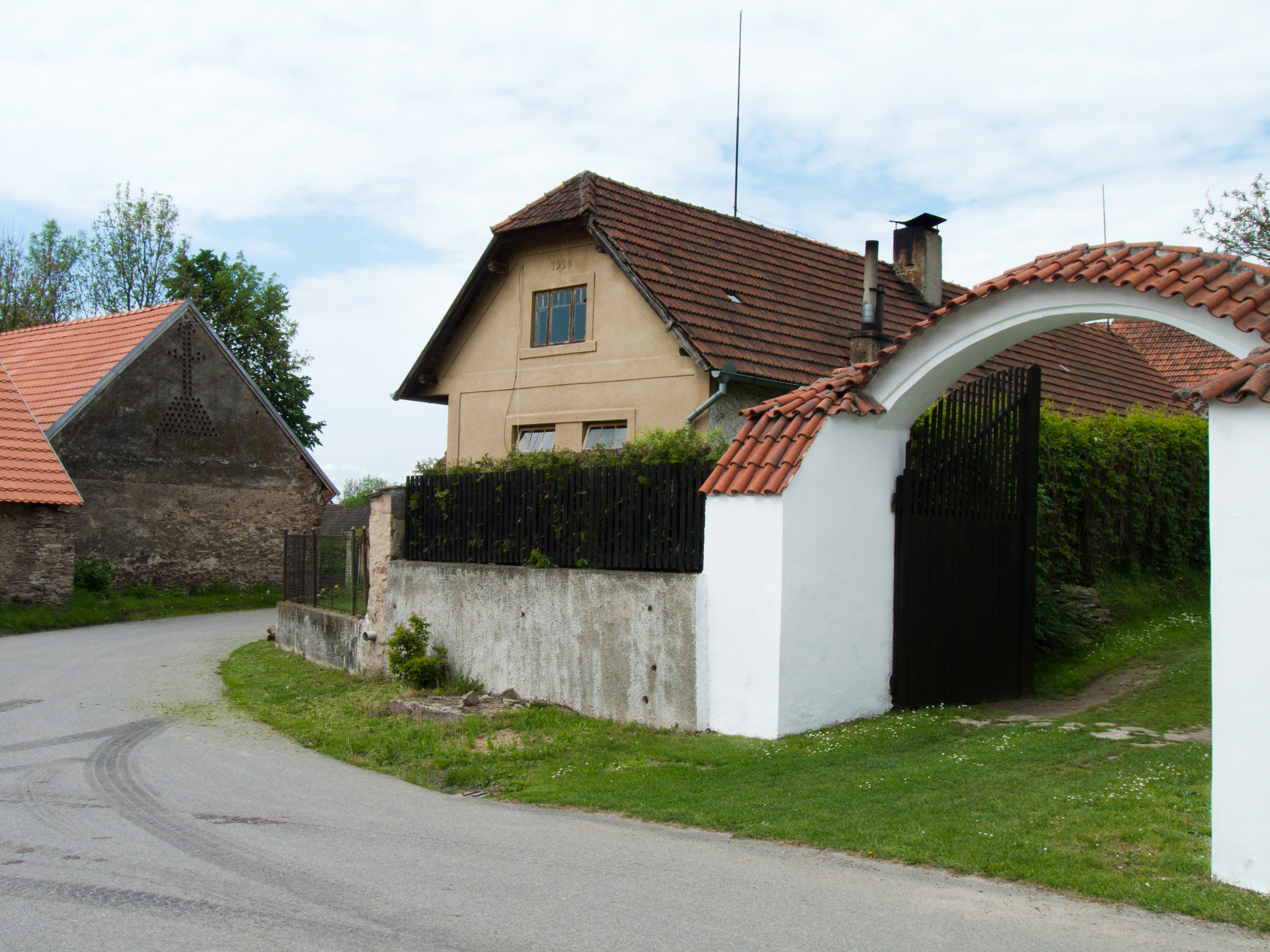
Pohled na domy čp. 4, 5, 2